# Lorenzo Baldisseri
Lorenzo Baldisseri (sinh 1940) là một Hồng y người Italia của Giáo hội Công giáo Rôma. Ông từng đảm trách vai trò Tổng thư kí Thượng Hội đồng Giám mục, Sứ thần Tòa Thánh tại Haiti, Ấn Độ, Nepal, Brazil, Uruguay trước khi về Giáo triều Rôma làm Tổng Thư kí Thánh bộ Giám mục, Tổng Thư kí Hồng y đoàn.

## Tiểu sử
Hồng y Lorenzo Baldisseri sinh ngày 29 tháng 9 năm 1940 tại Barga, Italia. Sau quá trình tu học dài hạn tại các chủng viện theo quy định giáo luật, ngày 29 tháng 6 năm 1963, Phó tế Balsisseri được truyền chức linh mục cho Tổng giáo phận Pisa bởi Tổng giám mục Ugo Camozzo, Tổng giám mục Pisa.
Sau gần 30 năm thi hành các công việc mục vụ trong tư cách là một linh mục, ngày 15 tháng 1 năm 1992, Tòa Thánh loan tin Giáo hoàng đã tuyển chọn linh mục Lorenzo Baldisseri, 51 tuổi làm Tổng giám mục Hiệu tòa Diocletiana, Sứ thần Tòa Thánh tại Haiti. Lễ tấn phong cho tân giám mục được cử hành sau đó vào ngày 7 tháng 3 cùng năm, với phần nghi thức truyền chức được cử hành cách trọng thể bởi 3 giáo sĩ cấp cao gồm Quốc vụ khanh Tòa Thánh, Hồng y Angelo Sodano trong vai trò chủ phong, hai vị còn lại, với vai trò phụ phong là Tổng giám mục Justin Francis Rigali, Tổng thư kí Hồng y đoàn và Tổng giám mục Pisa Alessandro Plotti. Tân Tổng giám mục chọn cho mình châm ngôn:Itinere læte servire Domino.
Là một Sứ thần Tòa Thánh, nhiệm sở của Tổng giám mục Lorenzo Baldisseri thay đổi liên tục. Từ ngày 6 tháng 4 năm 1995, ông được Tòa Thánh chọn làm Sứ thần tại Paraguay. Bốn năm sau đó, lần lượt ngày 19 và 23 tháng 6, Tòa Thánh lần lượt bổ nhiệm Tổng giám mục Baldisseri làm Sứ thần tại Ấn Độ và Nepal. Ngày 12 tháng 11 năm 2002, Tòa Thánh bổ nhiệm ông trở thành Sứ thần Tòa Thánh tại Brazil.
Sau 20 năm làm Sứ thần tại nhiều vùng khác nhau trên thế giới, ngày 11 tháng 1 năm 2012, Tòa Thánh quyết định bổ nhiệm Tổng giám mục Baldisseri làm Tổng Thư kí Thánh bộ Giám mục. Sau đó ít tháng, ngày 7 tháng 3, Tòa Thánh lại tiếp tục chọn ông làm Tổng Thư kí Hồng y Đoàn.
Tân Giáo hoàng Phanxicô ngoài tái bổ nhiệm các chức vụ của Tổng giám mục Baldisseri còn quyết định bổ nhiệm Tổng giám mục này làm Tổng Thư kí Thượng Hội đồng Giám mục ngày 21 tháng 9 năm 2013, qua đó, Tổng giám mục này thôi giữ vị trí Tổng thư kí Thánh bộ Giám mục. ông  Ngày 28 tháng 1 năm 2014, ông từ nhiệm vị trí Tổng thư kí Hồng y đoàn.
Bằng Công nghị Hồng y năm 2014 cử hành ngày 22 tháng 2, Giáo hoàng Phanxicô vinh thăng tước vị Hồng y cho Tổng giám mục Lorenzo Baldisseri, đẳng hồng y Phó tế nhà thờ S. Anselmo all’Aventino. Ngày 11 tháng 5 cùng năm, tân hồng y đã đến nhận nhà thờ hiệu tòa. Ông chấm dứt vai trò Tổng thư ký Thượng Hội đồng Giám mục ngày 16 tháng 9 năm 2020.